# Feel the Beat (film)
Feel the Beat è un film del 2020, diretto da Elissa Down e interpretato da Sofia Carson nelle vesti della protagonista April Dibrina.

## Trama
Partita dalla provincia con lo scopo di diventare una grande ballerina di Broadway, April vede il suo sogno infrangersi quando compie una grave scorrettezza a una donna senza sapere che si tratta di una persona molto influente nel mondo della danza. Tornata al suo paesino, April è restia nel tornare a contatto con persone che facevano parte della sua vita durante l'adolescenza, come il suo ex fidanzato e la sua prima insegnante di danza. Tutto cambia quando proprio la sua vecchia insegnante le dà l'opportunità di partecipare ad una competizione davanti ad un noto coreografo: per poterlo fare dovrà tuttavia esibirsi insieme alle attuali alunne della donna e arrivare insieme a loro a competere alla finale di una gara nazionale. Ci sono tuttavia alcuni problemi: April non è per niente empatica con le alunne e queste sono molto poco ricettive per quanto riguarda i suoi insegnamenti, soprattutto la sorellina del suo ex fidanzato. Messe da parte le vicissitudini personali, April riesce a capire quali erano i suoi errori ed a trasformarsi in un'ottima insegnate, rendendo concreta l'opportunità delle piccole alunne di diventare una squadra abbastanza forte da raggiungere tale obiettivo. Presto April sarà tuttavia costretta a decidere fra mantenere la parola data e cogliere al volo un'occasione molto ghiotta per la sua carriera...

## Colonna sonora
Il film include canzoni e brani strumentali già editi all'interno dei i vari numeri di danza, tra cui Confident di Demi Lovato e Like That di Fleur East. Carson ha inoltre inciso il brano originale Always e la sua versione in spagnolo Siempre per il film.

## Distribuzione
Feel The Beat è stato distribuito in tutto il mondo su Netflix a partire dal 19 giugno 2020.

## Accoglienza
Secondo l'aggregatore di recensioni Rotten Tomatoes il film ha ottenuto un gradimento del 50% e un voto di 5,3 su 10 sulla base di 16 recensioni.